# جزيرة مساه
جزيرة مساه كبرى جزر سانت ماتياس طالع المقالة بالإنجليزية، بمساحة 414 كيلومتر مربع. وهي واحدة من الجزر التي تقع في أقصى شمال بابوا غينيا الجديدة.